# Ledina (Preseka)
 Ledina  falu Horvátországban Zágráb megyében. Közigazgatásilag Presekához tartozik.

## Fekvése
Zágrábtól 40 km-re északkeletre, községközpontjától 3 km-re északra a megye északkeleti részén fekszik.

## Története
A falunak 1857-ben 357, 1910-ben 463 lakosa volt. Trianonig Belovár-Kőrös vármegye Kőrösi járásához tartozott. 2001-ben 204 lakosa volt.

## Lakosság
| Lakosság változása | Lakosság változása | Lakosság változása | Lakosság változása | Lakosság változása | Lakosság változása | Lakosság változása | Lakosság változása | Lakosság változása | Lakosság változása | Lakosság változása | Lakosság változása | Lakosság változása | Lakosság változása | Lakosság változása |
| ------------------ | ------------------ | ------------------ | ------------------ | ------------------ | ------------------ | ------------------ | ------------------ | ------------------ | ------------------ | ------------------ | ------------------ | ------------------ | ------------------ | ------------------ |
| 1857               | 1869               | 1880               | 1890               | 1900               | 1910               | 1921               | 1931               | 1948               | 1953               | 1961               | 1971               | 1981               | 1991               | 2001               |
| 357                | 334                | 350                | 381                | 401                | 463                | 428                | 490                | 479                | 482                | 456                | 390                | 330                | 252                | 204                |